# Cacia palawanica
Cacia palawanica är en skalbaggsart som beskrevs av Stefan von Breuning 1936. Cacia palawanica ingår i släktet Cacia och familjen långhorningar.
Artens utbredningsområde är Filippinerna. Inga underarter finns listade.